# Latham 47
El Latham 47, o también llamado Latham R3B4 en servicio naval, era un hidroavión bimotor francés diseñado y construido por Société Latham & Cie para la Armada francesa. El avión alcanzó notoriedad en 1928 cuando el avión número 47.02 desapareció con el explorador Roald Amundsen en una misión de rescate del explorador italiano Umberto Nobile.

## Diseño y desarrollo
El Latham 47 fue diseñado para cumplir con los requisitos de la Armada Francesa para un hidroavión de largo alcance con capacidad transatlántica. El prototipo apareció en 1928, aunque se perdió en un incendio después de dos vuelos. El Tipo 47 era un gran biplano propulsado por dos motores Farman 12We montados en tándem debajo del ala superior. El piloto y el copiloto se sentaron uno al lado del otro en una cabina abierta, y otras dos cabinas equipadas con ametralladoras se ubicaron en la nariz y en el centro del aparato. Fueron construidos doce aviones y entregados a la Marina. Otros dos aviones fueron construidos como el Latham 47P como carteros civiles con motores Hispano-Suiza 12Y. Los 47Ps fueron utilizados en rutas mediterráneas hasta 1932.

## Variantes
Tipo 47.01
Primer prototipo de Latham 47.
Tipo 47.02
Segundo prototipo de Latham 47.
Tipo 47
Dos prototipos y doce aviones militares de producción, designados R3B4 en servicio, indicando reconocimiento de tres asientos o bombardero de cuatro asientos.
Tipo 47P
Correos civiles; solo dos construidos.

## Operadores
Francia
- Armada francesa
  - Escuadrilla 3E1
  - Escuadrilla 4R1

## Accidentes e incidentes

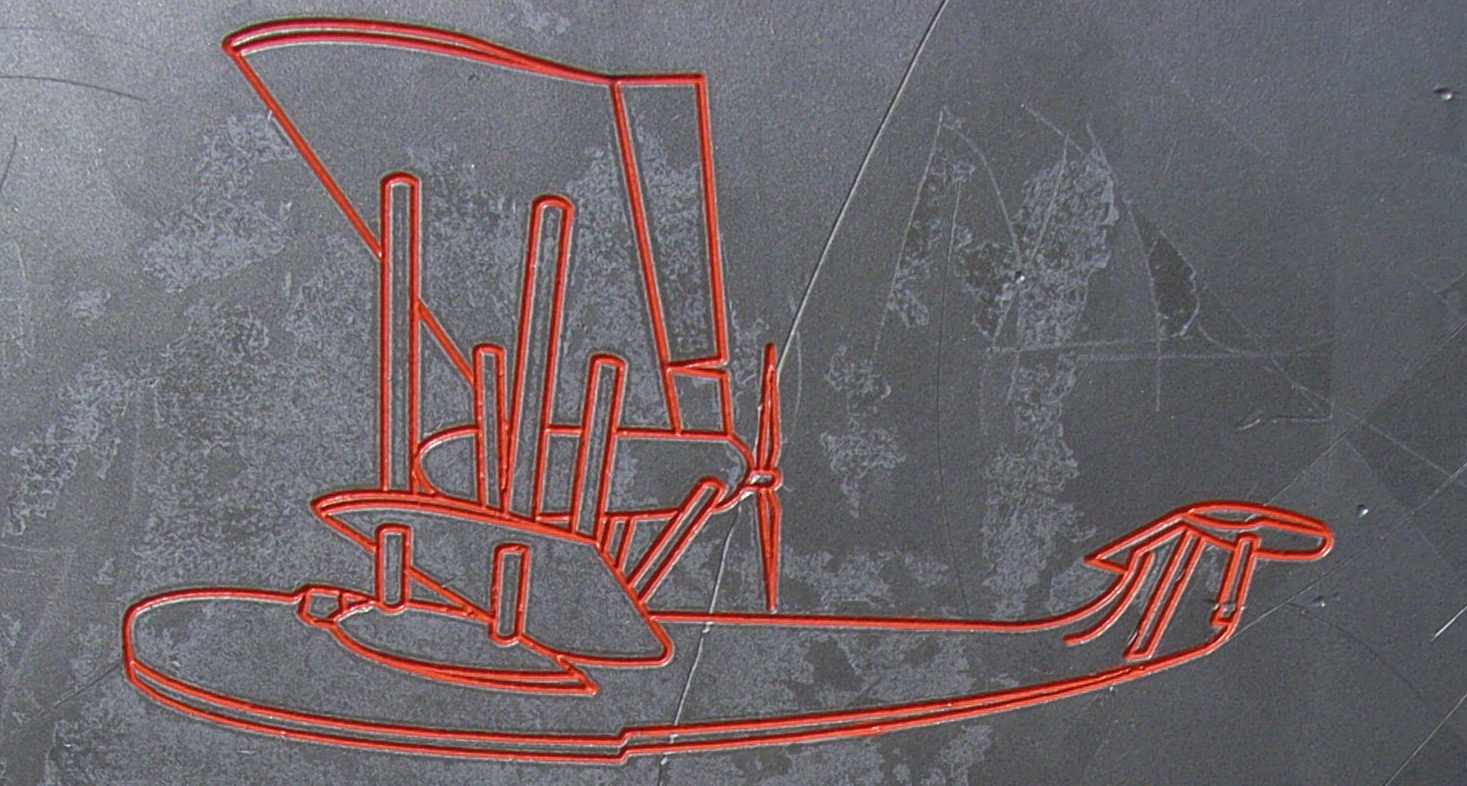
Dibujo de un Latham 47 en el memorial en Calais para Gilbert Brazy, el mecánico de aire perdido en el vuelo

El 6 de junio de 1928 se encargó al Latham 47.02 que ayudara a buscar la aeronave Italia que, el 25 de mayo de 1928, se había estrellado contra un bloque de hielo en el Océano Ártico, justo al norte de Spitsbergen. El avión, pilotado por el noruego Leif Dietrichson y el francés René Guilbaud, recogió al explorador Roald Amundsen y a un colega en Bergen. El 18 de junio, el avión salió de Tromsø (Noruega) para cruzar el mar de Barents; desapareció sin dejar rastro hasta que, el 31 de agosto del mismo año, se encontró la desgarrada boya del puerto frente a las costas de Troms y, en octubre, se encontró un gran tanque de gasolina en Haltenbanken.

## Especificaciones (Tipo 47)
Referencia datos: The Illustrated Encyclopedia of Aircraft (Part Work 1982–1985). Orbis Publishing. 1 de enero de 1988. pp. 2296-7.

### Características generales
- Tripulación: 4
- Envergadura: 25,20 m (82 pies 8 pulg.)
- Peso cargado: 6886 kg (15,180 lb)
- Planta motriz: 2 × Farman 12We , 373 kW (500 hp) cada uno×  . cada uno.

### Rendimiento
- Velocidad nunca excedida (Vne): 170 km / h (106 mph)
- Alcance: 900 km (559 millas)

### Armamento
- Ametralladoras: 2× 7.7 mm (0.303 in)
- Bombas: 600kg (1323lb) bombas